# Heidra
Heidra er et dansk metalband fra København. Heidra begyndte at spille i 2006. Bandet består af Morten Bryld, Martin W. Jensen, James H. Atkin, Carlos G.R. og Frederik C. D. Weile.
I 2008 udgav de EP'en The Saga. I 2011 udgav de selvudgivelsen Northern Tales som demo. I 2012 blev den fuldt op med EP'en Sworn to Vengeance, der modtog ti ud af ti point hos heavymetal.dk.
Gruppens debutalbum Awaiting Dawn udkom i 2014 og modtog gode anmeldelser, bl.a. i GAFFA, hvor det blev kaldt "Årets danske heavy metal-debut" og heavymetal.dk, der gav den ni ud af ti point. Devilution gav tre ud af fem point. I 2014 optrådte de også på Copenhell.
Albummet The Blackening Tide udkom den 4. oktober 2018, og fik seks ud af ti point på heavymetal.dk.
Ved bandet Huldres afskedskoncert i 2019 spillede Heidra i pausen mellem de to sæt.
I 2022 udkom tredje, og sidste, kapitel i Dawn trilogien, som blev positivt modtaget af talrige internationale anmeldere.

## Medlemmer
Nuværende medlemmer
- Morten Bryld – vokal, guitar (2006-nu)
- Carlos G.R. – guitar  (2012-nu)
- James Atkin - bas, vokal (2018-nu)
- Frederik C. D. Weile - trommer (2020-nu)

Tidligere medlemmer
- Martin W. Jensen – guitar (2006-2022)
- Mads Akre - guitar (2007)
- Kasper Kristensen - guitar (2009)
- Danny Svendsen - keyboards (2006-2016)
- Mickey Nesager - bas (2007-2009)
- Morten Kristiansen - bas, backing vokal (2010-2015)
- Simon Christensen - trommer (2006-2008)
- Loke Bispbjerg - trommer (2008-2009)
- Søren Jensen (session) - trommer (2012)
- Mikkel Køster - trommer (2012-2014)
- Dennis Stockmarr - trommer (2014-2020)

## Albums
- The Saga (2008, EP)
- Northern Tales (2011)
- Sworn to Vengeance (2012, EP)
- Awaiting Dawn (2014)
- The Blackening Tide (2018)
- To Hell or Kingdom Come (2022)